# Putiš
Putiš är en ort i Bosnien och Hercegovina.   Den ligger i entiteten Federationen Bosnien och Hercegovina, i den centrala delen av landet, 50 km nordväst om huvudstaden Sarajevo. Putiš ligger 466 meter över havet och antalet invånare är 516.
Terrängen runt Putiš är kuperad. Runt Putiš är det ganska tätbefolkat, med 93 invånare per kvadratkilometer.. Närmaste större samhälle är Zenica, 6,3 km norr om Putiš. 
Omgivningarna runt Putiš är en mosaik av jordbruksmark och naturlig växtlighet.